# Stapleford (Wiltshire)
Stapleford  è un piccolo villaggio e una parrocchia civile della contea del Wiltshire che si trova a circa 11 km a nord-ovest di Salisbury, Sud Ovest dell'Inghilterra, Regno Unito.

## Geografia

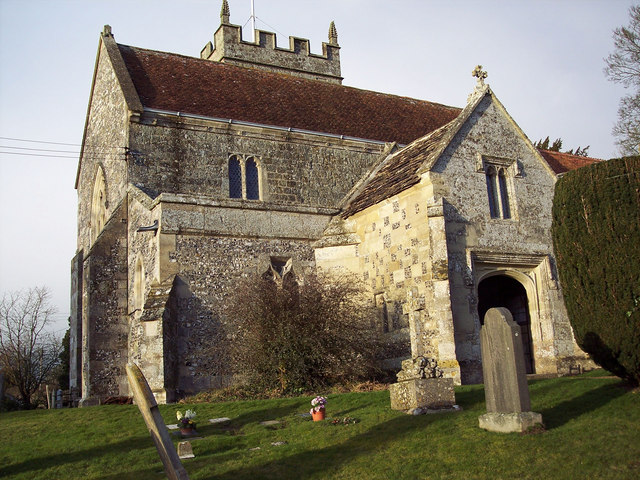
Chiesa di Santa Maria

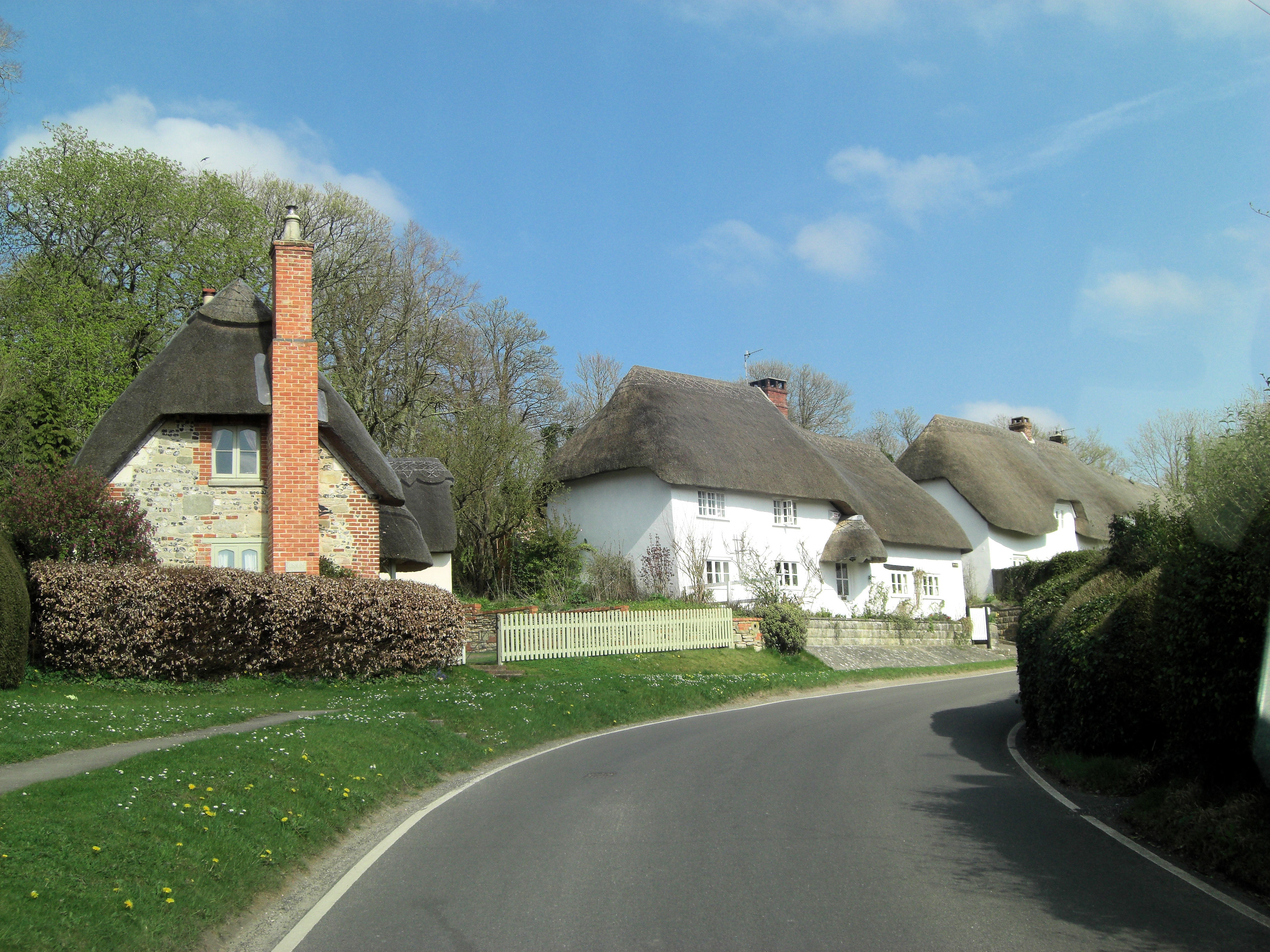
Cottages a Stapleford

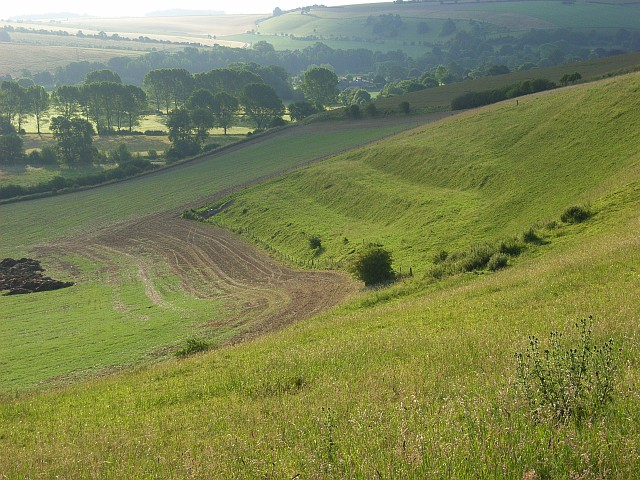
Campagna nei dintorni del villaggio

Stapleford si trova a circa quattro miglia e mezzo a sud-ovest di Stonehenge lungo il fiume Till, un fiume alimentato da sorgenti, appena sopra la sua confluenza con il fiume Wylye. Il territorio della parrocchia è attraversata dal fiume da nord a sud e visto dall'alto forma approssimativamente un rettangolo. Il lato minore, occidentale, si trova su colline e si estende per circa 2 km a nord-ovest. Sulla riva orientale del Till si trovano il villaggio di Stapleford, parte del quale potrebbe essere stata chiamata in passato Church Street, e il borgo di Uppington. Sulla riva occidentale si trovano i piccoli villaggi chiamati Over Street e Serrington. A sud-ovest segue un corso d'acqua laterale del fiume Wylye. Alla loro confluenza e per brevi tratti a est e a sud di essa, il Till e il corso principale del Wylye segnavano, fino al 1884, il confine tra Stapleford e la parte distaccata di Berwick St. James. I tumuli di confine definiscono la coda nord-occidentale della parrocchia. A est e a sud, all'estremità orientale, vi sono le strade che segnano il confine e che sono antiche. Sono presenti affioramenti di gesso. Accanto al Wylye a sud-ovest e accanto al Till vi sono depositi alluvionali e ghiaia di valle. Sulle colline orientali è stata depositata anche ghiaia alla testa di una valle tributaria del Christchurch Avon, e una piccola area di argilla con selci si trova nell'angolo sud-est della parrocchia. Il terreno più alto, a 155 metri di altitudine, è all'estremità del confine. Ci sono pendii ripidi su entrambi i lati del Till, ma a est c'è un terreno pianeggiante a circa 140 metri sullo spartiacque del Till e dell'Avon. La parrocchia aveva ampi prati, molti dei quali irrigati già dal XVIII secolo. I campi aperti erano sul gesso più vicino agli insediamenti su entrambi i lati del Till, e le estremità orientale e occidentale della parrocchia erano pascoli.

## Storia
Il nome Stapleford viene da una parola sassone che indica un punto fermo o un palo che segna un guado. Il villaggio è menzionato nel Domesday Book del 1086 e sembrerebbe essere stato piuttosto ricco in quel periodo, con terreni ben coltivati e due mulini sul Wylye, l'ultimo demolito bel XIX secolo. La maggior parte delle prove di attività preistorica nella parrocchia è stata trovata su terreni incolti nella parte orientale, come un grande mulino a sella della prima età del ferro. Il South Kite è un terrapieno quadrilatero che racchiude 22 acri, probabilmente il sito di un insediamento romano-britannico, e al suo interno, a nord-ovest e nell'angolo sud-orientale della parrocchia, vi sono alcuni tumuli. A ovest potrebbe esserci un altro sito di insediamento romano-britannico. Un sistema di campi che copre 450 acri si trova attraverso la parte orientale del confine con South Newton. Fino al XVIII secolo il traffico tra Southampton e Bristol via Salisbury e Bath utilizzava la strada Devizes verso nord da Salisbury. La strada Bath si diramava dalla strada Devizes attraversava il Till a Serrington, correva verso nord-ovest attraverso la parte occidentale della parrocchia e seguiva il confine occidentale. Divenne meno importante dal 1761. Una strada che collegava i villaggi della valle del Till e conduceva a sud da Maddington e Shrewton a Wilton attraversava la strada per Bath a sud della chiesa, e una strada che conduceva a Warminster attraverso i villaggi sulla riva nord del Wylye divergeva dalla strada per Bath a Serrington. Nel 1761 le strade Wilton e Warminster furono trasformate in strade a pedaggio come parte di una strada principale Salisbury-Bath. Il villaggio di Stapleford è l'insediamento principale della parrocchia, si estendeva lungo la strada Maddington da un po' a nord della chiesa fino alla strada Bath. Nella parte meridionale del villaggio una stradina, un sentiero nel 1992, formava un anello verso ovest. Il sito di una fattoria demaniale è immediatamente a nord della chiesa.

## Monumenti e luoghi d'interesse
Nel territorio di Stapleford sono presenti alcuni edifici e luoghi d'interesse, tra i quali:
- Chiesa di Santa Maria. Venne edificata dai Normanni. I lavori iniziarono all'inizio del XII secolo, con il corpo della chiesa completato nella sua forma recente entro il 1450 e la torre aggiunta nel 1674. La raccolta fondi del Millennio ha permesso di riappendere e accordare le campane della chiesa e di aggiungerne un'altra. Due delle campane originali risalgono al XVII secolo e il concerto di sei campane viene suonato da una banda di musicisti del villaggio. Si tratta di un'antica chiesa parrocchiale anglicana appartiene alla diocesi di Salisbury e dal 23 marzo 1960 è considerata un monumento classificato di prima categoria.[6][7]
- Manor Farm e Druids Lodge, due fattorie storiche. Nelle vicinanze di Manor Farm si trovano i resti del terrapieno di Stapleford Castle, un castello normanno con fortificazioni e bailey, un tempo di proprietà di Waleran, il cacciatore di Guglielmo il Conquistatore.

A sud della chiesa e a ovest della strada sopravvivono quattro fattorie del XVII secolo in selce a scacchi e calcare. Due di esse, Parsonage House, che fu ampliata all'inizio del XIX secolo, e Seymour Cottage, che si trova nell'anello, sono della metà del XVII secolo. Sul lato est della strada e un po' a sud della chiesa si trovano due cottage dei primi del XVIII secolo, uno con struttura in legno e intonacato, uno in mattoni, e la Malthouse, una casa con tetto di paglia del XVII secolo con quattro campate, con un'ex malteria come lunga estensione a un piano.